# Foulden (Scottish Borders)
Pour les articles homonymes, voir Foulden.
Foulden est un village dans le Berwickshire et les Scottish Borders, en Écosse.